# I due Kennedy
I due Kennedy è un documentario del 1969 diretto da Gianni Bisiach.
Immagini dal romanzo L'America brucia di James Hepburn, Casa Editrice Albra, del 1968.

## Trama
Durante il proibizionismo, l'emigrato irlandese Joe Kennedy accumulò le sue fortune con il commercio illegale di whisky. Poi diventò ambasciatore a Londra nel 1938 ma, alla vigilia della seconda guerra mondiale, dovette rassegnare le dimissioni da ambasciatore per le sue simpatie verso Hitler. Il film mostra la politica dei figli John e Robert, le campagne presidenziali di John, che diviene presidente degli Stati Uniti e i "mille giorni" del suo governo, il suo assassinio a Dallas il 22 novembre 1963. Poi c'è la candidatura di Robert e il suo assassinio, compiuto a Los Angeles il 5 giugno 1968. La loro attività politica fu fondata sulla pace mondiale, l'integrazione razziale negli Stati Uniti e la lotta contro lo squilibrio sociale.
I due Kennedy ebbero nemici tra i mafiosi provenienti da Cuba ed emigrati negli Stati Uniti, dopo la Rivoluzione di Fidel Castro, gli esuli cubani, i militari americani, i grandi petrolieri americani, i razzisti del Ku Klux Klan, la Federal Reserve per l'ordine esecutivo 11110. Da uno o più di questi ambienti sono scaturiti i due delitti. Del delitto di John la commissione Warren fornisce una fonte di informazioni, preziosa per discernere la verità, se siano sparati solo tre colpi da un uomo solo o se siano stati sparati cinque colpi, da più persone, come le evidenze sonore della registrazione degli spari su un Dictabell della polizia di Dallas hanno recentemente dimostrato.